# Michael Kügler
Michael Kügler (* 3. September 1981 in Olpe) ist ein deutscher Fußballspieler. Der Mittelfeldspieler spielt seit 2018 in der Kreisliga. Zwischen 2002 und 2004 hatte er für den 1. FC Nürnberg einige Spiele in der Bundesliga bestritten.

## Karriere
Kügler wurde nach recht erfolgreicher Jugendfußballkarriere bei der SpVg Olpe im Jahr 1995 von Spielerscouts des BV Borussia Dortmund entdeckt und in die Jugendabteilung des Dortmunder Clubs geholt. Mit den B-Junioren gewann er 1998 die Deutsche Meisterschaft. Mit fortschreitender Entwicklung wurde er in den A-Kader der Bundesligamannschaft berufen. Er agierte als offensiver Mittelfeldspieler, wurde allerdings nur einmal eingewechselt.
Im Sommer 2002 wechselte Michael Kügler ablösefrei zum 1. FC Nürnberg. Er kam aufgrund schwacher Leistung und häufiger Verletzungen nur sehr selten zum Einsatz, so dass er für den 1. FCN lediglich zwei Spiele in der 1. Bundesliga (Saison 2002/03) und ein Spiel in der 2. Bundesliga (Saison 2003/04) absolvierte. Auch hier wurde er als offensiver Mittelfeldspieler eingesetzt. Zwei Jahre später wechselte er wiederum ablösefrei zum VfL Osnabrück in die Regionalliga Nord. Er absolvierte 59 Ligaspiele sowie zwei DFB-Pokal-Spiele. Ab der Saison 2006/07 stand er bei Dynamo Dresden unter Vertrag. Anfangs kam er dort allerdings wegen schwerer Knieverletzungen kaum zum Einsatz. Am 28. August 2009 wurde der ursprünglich bis Ende Juni 2010 laufende Vertrag mit Dynamo Dresden einvernehmlich aufgelöst. Kügler wechselte anschließend zu den Sportfreunden Lotte.
Am 15. Juni 2010 wechselte Kügler zum Westfalenliga-Aufsteiger 1. FC Kaan-Marienborn, unweit seiner Geburtsstadt Olpe. Dort spielte er insgesamt sechs Jahre, ehe er im Sommer 2016 als Spielertrainer zum SV Ottfingen in die Bezirksliga Westfalen wechselte. Er stieg mit seiner Mannschaft am Ende der Saison 2016/17 ab. Seit 2018 spielte er für seinen Heimatverein SV Dahl-Friedrichsthal in der Kreisliga des Kreises Olpe.